# Pegaeae

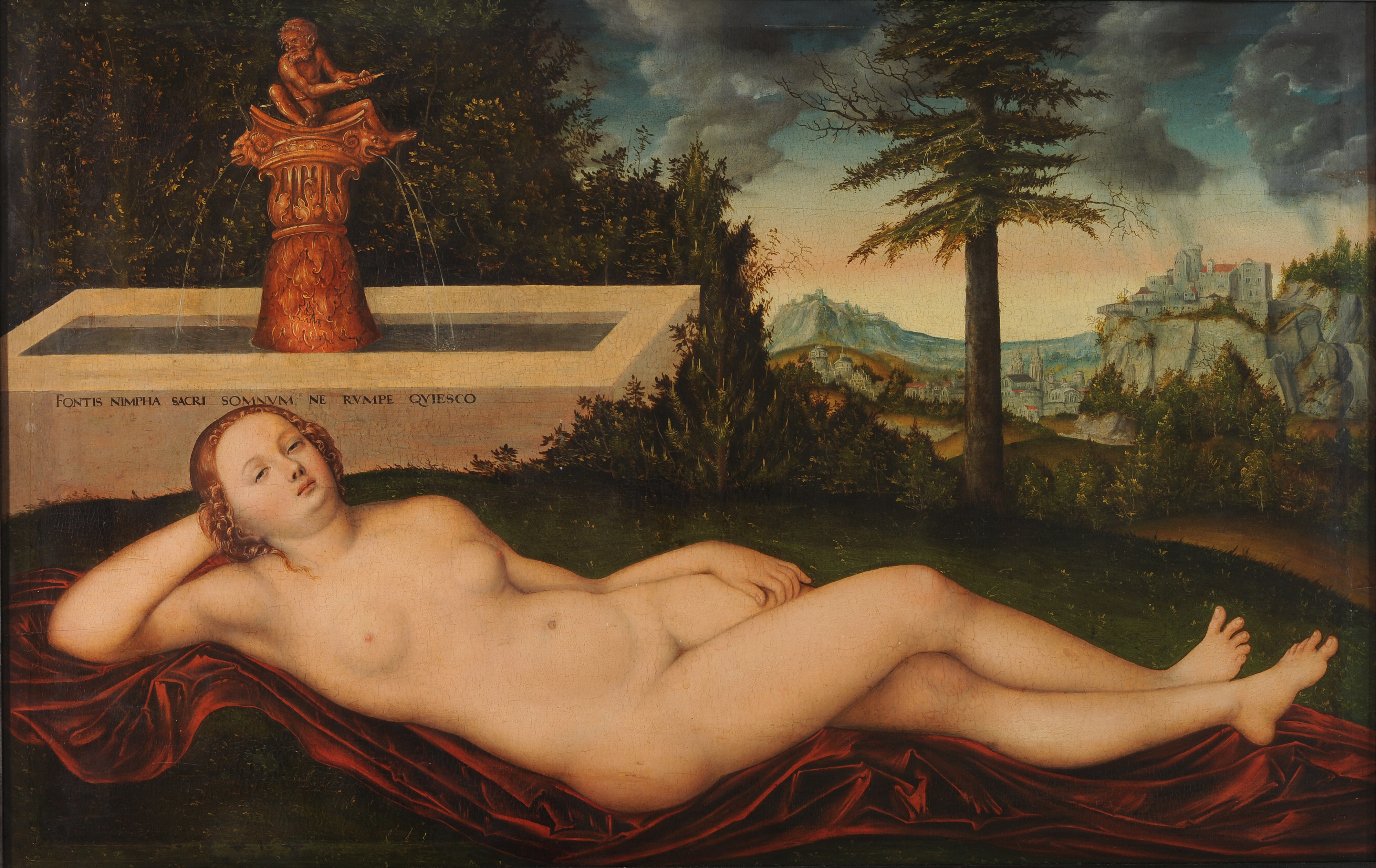
Nimf bij de bron door Lucas Cranach de Oude (1518).

De Pegaeae (Oudgrieks: Πηγαίαι (κόραι), Pēgaiai (korai) (bronnimfen)) waren in de Griekse mythologie waternimfen (Naiaden) die leefden in waterbronnen en deze beschermden.